# DOLAP
Desktop On Line Analytical Processing – DOLAP deriva-se de OLAP, são ferramentas que disparam uma consulta de uma estação cliente para o servidor, que por sua vez retorna enviando o macro-cubo de volta, para que possa ser analisado pelo usuário. Esse tipo de análise é utilizado para fornecer portabilidade aos dados.
Ela emite uma consulta para o servidor e recebe as informações de volta para ser analisada na estação. Essa arquitetura oferece a vantagem de reduzir o tráfego na rede e melhora o desempenho de processamento do servidor, pois todo o trabalho de analise das informações e feita pela máquina cliente.